# Rubus positivus
Rubus positivus är en rosväxtart som beskrevs av L. H. Bailey.. Rubus positivus ingår i släktet rubusar, och familjen rosväxter. Inga underarter finns listade i Catalogue of Life.